# Beit Jibrin
Beit Jibrin (arabe : مخيم بيت جبرين), connu aussi sous le nom de 'Azza (qui peut s'écrire 'Azzeh, 'Azzah ou 'Alazzeh] (arabe : مخيم العزة), est un camp de réfugiés palestiniens situé dans la ville de Bethléem, en Cisjordanie. C'est le plus petit des 59 camps de réfugiés en Cisjordanie et dans d'autres pays arabes. Il tire son nom de l'ancien village arabe d'où venaient les réfugiés, expulsés en 1848.